# Peucedanum camerunense
Peucedanum camerunense là một loài thực vật có hoa thuộc họ Apiaceae. Loài này chỉ có ở Cameroon, môi trường sống tự nhiên của chúng là đồng cỏ khô nhiệt đới hoặc cận nhiệt đới vùng đất thấp.